# Geovelo
Geovelo est une application mobile de navigation à vélo. Elle vise à faciliter la planification des trajets à vélo pour les cyclistes, à encourager la pratique du vélo et à contribuer à l'amélioration des infrastructures cyclables. Gratuite et sans publicité, l'application est développée à Tours (France) et est disponible sur les plateformes iOS et Android. 

## Histoire
L'application Geovelo est officiellement lancée le 6 juin 2009 à Tours par Benoît Grunberg et Gaël Sauvanet. Sa première version est alors uniquement disponible via un site web.
La mise en place de cette première version a nécessité l'obtention de plusieurs financements. Son créateur Benoît Grunberg obtient alors des aides de la part de son association Autour du train, du laboratoire d'informatique de l'université de Tours et du Centre interdisciplinaire cités, territoires, environnement et sociétés (Citeres), où il rencontre Gaël Sauvanet qui deviendra co-créateur de l'application. La communauté d'agglomération Tour(s)plus finance également le projet à hauteur de 40 000 €, tout comme le ministère de l'Écologie avec un financement de 20 000 € et la région Centre. Enfin, Benoît Grunberg indique dans une interview qu'il a apporté un autofinancement de 30 000 €. L'application dispose donc d'un financement initial de 100 000 €, et est à ce moment-là sous le couvert d'une association.
Lors du déploiement de l'application sur l'AppStore en 2010, l'association change de statut et devient l'entreprise La Compagnie des Mobilités. La version pour Android est publiée sur le Play Store en 2012.
En 2018, l'entreprise mère de Geovelo reçoit deux financements de l'IFPEN et du fonds Val'Angels d'un montant approximatif de 600 000 €, soit 25 % du capital de l'entreprise. C'est également à partir de cette année qu'elle se lance dans la commercialisation de données aux collectivités locales.
En 2022, Geovelo réalise une levée de fonds de 3,8 millions d'euros auprès de Seventure Partners et de la Caisse des dépôts et consignations.
En 2023, l'application prévoit un déploiement aux États-Unis et au Canada,.

## Fonctionnement
L'application propose des itinéraires personnalisés en fonction du type de vélo (classique, assistance électrique, vélo cargo, etc.), de la vitesse et des préférences de l'utilisateur. Le calculateur est développé pour privilégier les pistes cyclables et les rues calmes (globalement, les parcours les plus sécurisés), et proposer des itinéraires adaptés à la pratique du vélo,. Au total, ce sont une trentaine de paramètres qui sont pris en compte pour la création de l'itinéraire.
Initialement, l'application devait permettre aux utilisateurs de noter les itinéraires, mais cette fonctionnalité n'a jamais été implémentée. Toutefois, l'application propose à ses utilisateurs de signaler des problèmes sur la route à l'instar de Waze,.
Pour afficher ces diverses données, l'application se base sur les données de la cartographie libre OpenStreetMap tandis que les premières versions utilisaient Tele Atlas. Elle a également recours à d'autres ressources locales telles que des plans municipaux.
L'application propose également un mode tourisme qui permet de voir divers itinéraires cyclables à proximité. Pour les entreprises, il est possible d'organiser des « challenges » entre les salariés.

### Génération d'itinéraires
Pendant le 3e confinement lié à la pandémie de Covid-19, Geovelo propose le site web dansmonrayon.fr qui permet de générer une balade dans un rayon de 10 km autour d'un endroit donné. Aujourd'hui, la fonctionnalité est présente directement dans l'application et est dotée de davantage de fonctionnalités. On retrouve notamment un générateur qui propose de partir plusieurs jours d'un point A à un point B, avec une sélection d'hébergements, de restaurants, et de lieux à visiter sur le trajet.

## Modèle économique
Geovelo a été développé et soutenu initialement par les milieux associatifs. L'application a donc déployé une offre commerciale, surtout en ayant l'ambition de devenir « le leader mondial du GPS vélo ». Geovelo souhaite tout de même rester gratuit pour les utilisateurs, et a donc réalisé plusieurs levées de fonds depuis sa création, la dernière s'élevant à 3,8 millions d'euros.

### Outils pour les collectivités
Geovelo propose aux collectivités des outils d'analyse des trajets vélo pour améliorer la cyclabilité de leur territoire,, et contribue au référencement des aménagements cyclables sur OpenStreetMap avec l'aide des associations locales. Ce partage d'informations aux collectivités locales est soumis à un abonnement annuel. Il est possible, avec un supplément financier, d'afficher les vélos disponibles aux stations de vélos en libre-service. Toutes les données présentées aux collectivités proviennent des utilisateurs et sont anonymisées.
Parmi les collectivités abonnées, on trouve celles des villes de :
- Aix-en-Provence[7]
- Avignon[7]
- Barcelone[7]
- Bordeaux[10]
- Bruxelles[7]
- Genève[4]
- La Rochelle[6]
- Lyon[6] avec le service Vélo'v[4]
- Marseille[7]
- Mulhouse[6]
- Nantes[6] avec le service Bicloo[4]
- Orléans[4]
- Paris[6] avec le service Vélib'[4]
- Rennes[6]
- Toulon[7]
- Toulouse[6]
- Tours[1]

Geovelo fournit aux collectivités un tableau de bord contenant des informations sur la fréquentation des axes par les cyclistes, sur la granularité des routes grâce aux vibrations du smartphone de l'utilisateur et les zones de freinage, indiquant un danger. Les signalements réalisés par les utilisateurs peuvent être consultés afin d'améliorer le réseau cyclable.
Enfin, Geovelo propose un accompagnement personnalisé et des suggestions de créations d'aménagements cyclables, dans le but de développer de plus en plus rapidement des itinéraires cyclables.
Geovelo a par exemple accompagné Bordeaux Métropole pour le développement de ses infrastructures cyclables. L'application a permis d'observer une augmentation de 300 % de la pratique cyclable dans la collectivité. Le tableau de bord de Geovelo a permis à la métropole d'identifier les axes les plus et les moins empruntés par les cyclistes afin de distinguer les axes à aménager. Par exemple, le cours Gambetta à Talence et la route de Toulouse à Bordeaux sont des axes qui sont peu empruntés à l'inverse des boulevards de Bordeaux.

### Concurrence
Le principal concurrent de Geovelo est l'application Google Maps, notamment en raison de sa présence par défaut sur une majorité de smartphones. D'autres entreprises concurrentes existent, comme Bike Citizens.